# Gmina Spytkowice (Powiat Nowotarski)
Die Gmina Spytkowice ist eine Landgemeinde im Powiat Nowotarski der Woiwodschaft Kleinpolen in Polen. Sie besteht nur aus dem gleichnamigen Dorf mit 4626 Einwohnern (Stand 31. Dezember 2020).

## Geographie
Die Gemeinde hat eine Fläche von 32,19 km² und liegt im Rabka-Becken östlich der Saybuschen Beskiden. Ihre Nachbargemeinden sind Bystra-Sidzina, Jabłonka, Jordanów und Raba Wyżna. Zu den Gewässern gehört der Oberlauf der Skawa. Durch Spytkowice verläuft die Staatsstraße DK 7.

## Gliederung und Geschichte
Die Landgemeinde besteht nur aus dem namensgebenden Ort.
Das Dorf Spytkowice wurde am 1. Januar 1998 von der Gemeinde Raba Wyżna abgetrennt und bildet seitdem eine eigene Landgemeinde. Im Jahr 1998 gehörte diese zur Woiwodschaft Nowy Sącz.